# Талица (приток Вытегры)
Талица — река в Вытегорском районе Вологодской области России, левый приток Вытегры.
Берёт исток из озера в болотистой местности на территории Алмозерского сельского поселения, течёт на восток, впадает в Вытегру в 53 км от её устья. Перед устьем протекает село Волоков Мост. Длина реки составляет 10 км, площадь водосборного бассейна — 93,4 км².
Имеет правый приток — Шавручей.

## Данные водного реестра
По данным государственного водного реестра России относится к Балтийскому бассейновому округу, водохозяйственный участок реки — Вытегра, речной подбассейн реки — Свирь (включая реки бассейна Онежского озера). Относится к речному бассейну реки Нева (включая бассейны рек Онежского и Ладожского озера).
Код объекта в государственном водном реестре — 01040100512102000017575.